# Integrerad krets

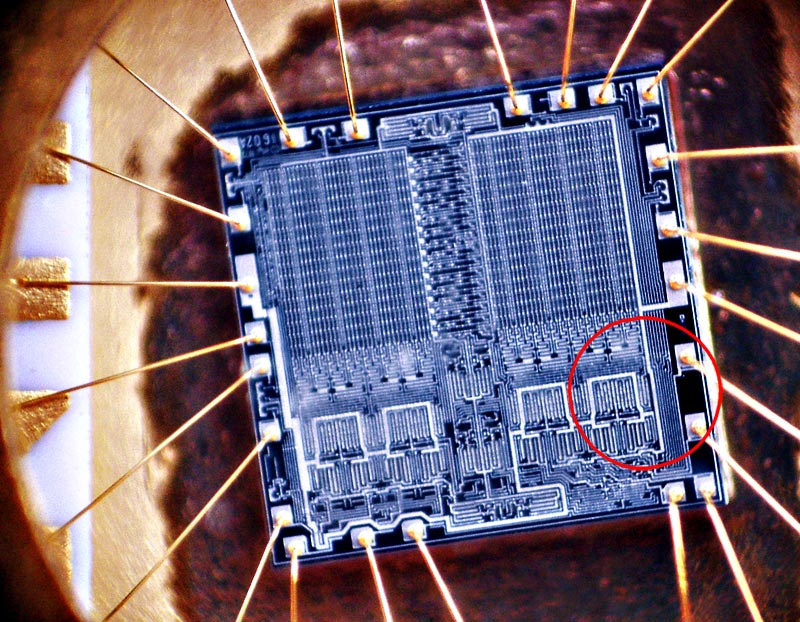
Ett EPROM-chipp i en integrerad krets.

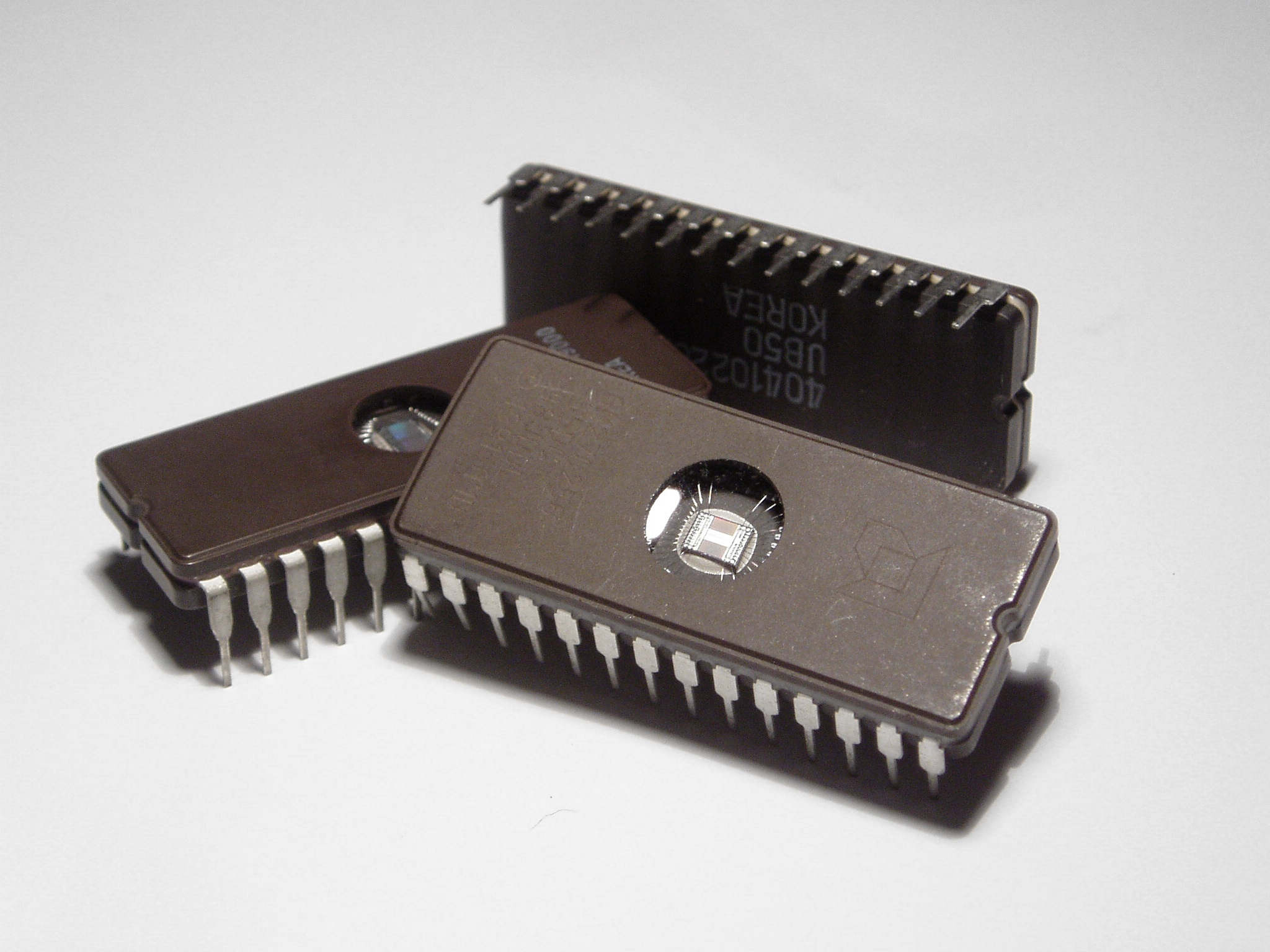
EPROM-kretsar.

En integrerad krets (IC eller chipp), är en elektronisk krets där komponenterna tillverkas tillsammans, till skillnad från en traditionell krets, där komponenterna är tillverkade var för sig och sedan ansluts till varandra.
Den integrerade kretsen består vanligtvis av en tunn platta av kisel, på vilken man fäster tunna trådar av halvledarmaterial. Med denna metod kan man få plats med miljontals elektroniska komponenter på en kvadratcentimeterstor platta. Integrerade kretsar tillverkas i särskilt anpassade halvledarfabriker men många utvecklas av företag utan egna fabriker, så kallade fabrikslösa halvledartillverkare.

## Historik
Den första integrerade kretsen, där såväl aktiva som passiva delar var uppbyggda i ett enda stycke halvledarmaterial, tillverkades 12 september 1958 av Jack S Kilby på Texas Instruments. För denna bedrift fick han Nobelpriset i fysik år 2000.

### SSI
SSI är en akronym för Small-Scale Integration det vill säga litet antal komponenter per integrerad krets, i praktiken upp till 100 transistorer per chipp. I denna kategori hittar man AND-/NAND-/OR-/NOR-grindar, och enklare digitala logikenheter, samt enklare analoga moduler.

### MSI
MSI är akronym för Medium-Scale Integration det vill säga medelstort antal komponenter per integrerad krets, i praktiken mellan 100 och 3 000 transistorer per chipp.

### LSI
LSI är en akronym för Large-Scale Integration, det vill säga ett stort antal komponenter per integrerad krets, i praktiken mellan 3 000 och 100 000 transistorer per chipp. En typisk representant för LSI är mikroprocessorer eller minneskretsar.

### VLSI
VLSI är en akronym för Very Large-Scale Integration, med hundratusentals transistorer upp till ett antal miljoner.
För första gången blev det möjligt att bygga en CPU eller till och med en hel mikroprocessor på en enkel integrerad krets. 1986 kom de första 1 megabit RAM-kretsarna – innehållande mer än 1 miljon transistorer. Mikroprocessorer som byggdes 1994 innehöll mer än 3 miljoner transistorer.
Detta steg blev möjligt genom formalisering av regler för design och konstruktion för den CMOS-teknologi man använder i VLSI-chipp, vilket gjorde produktionen av fungerande kretsar mycket mera systematisk (Se texten från 1980 av Carver Mead och Lynn Conway refererad nedan).

### ULSI
För att spegla den ökade komplexiteten, föreslogs termen ULSI – Ultra-Large Scale Integration för IC-kretsar med en komplexitet större än 1 miljon transistorer. Det är dock inte något kvalitativt steg mellan VLSI och ULSI. Därför refererar man normalt i tekniska texter till VLSI och täcker därmed även ULSI. ULSI används endast vid tillfällen då det är nödvändigt att lägga emfas på IC-kretsens komplexitet – det vill säga i marknadsföring.
Det är idag (2018) ganska ovanligt att man använder sig av VLSI, MSI med mera. eftersom antalet komponenter på ett chip är ointressant både ur marknadsföringssynpunkt och ur teknisk synpunkt. Nu är det enbart funktion och prestanda som är intressant.

### ASIC
Många integrerade kretsar är av standardtyp och med generell funktionalitet. En annan grupp av integrerade kretsar är framtagna för en specifik tillämpning enligt beställarens specifikation och är egentligen ett hårdvarubaserat "program". ASIC är en akronym för Application Specific Integrated Circuit. ASIC kan vara i alla storleksklasser från SSI till VLSI, det vill säga allt från en krets för en armbandsklocka över en digital-TV-avkodare och till ett styrsystem i en bil.

### SoC
SoC, System-on-Chip, är en teknik som används när man integrerar hela system i en och samma integrerad krets.

## Utvecklingen
För att möta kraven som ställs för att kunna integrera fler och snabbare funktioner har man varit tvungen att vidareutveckla den ursprungliga halvledartekniken.

## Kapsling
- DIP, DIL, Dual in-line package. Hålmonterad kapsel med två parallella rader av ben.
- SIP, System in package. Ett antal integrerade kretsar inneslutna i ett enda paket eller i en modul.
- ZIP
- BGA, Ball Grid Array. Den elektriska anslutningen sker med tennkulor på kapselns undersida som smälts fast mot mönsterkortet.
- PLCC, Plastic Leaded Chip Carrier. En fyrkantig chipphållare i plast.
- SOIC, Small-outline integrated circuit. Ytmonterad integrerad krets (IC) som upptar en yta cirka 30-50 procent lägre än motsvarande DIP, med en typisk tjocklek som är 70 procent mindre.
- QFN, Quad Flat No leads. Även känd som MicroLeadFrame, är en ytmonteringsteknik för IC kretsar.

## Kända integrerade kretsar
- 555, vanlig multivibrator-krets (vanlig i tidskontrollerande kopplingar). Designad år 1970.
- 741, Operationsförstärkare. Designad år 1968
- 7400 series, TTL, logiska byggblock
- 4000 series, CMOS motsvarighet till 7400-serien
- Intel 4004, världens första mikroprocessor
- MOS Technology 6502 och Zilog Z80 mikroprocessorer, använda i många av de första hemdatorerna

## Företag
- Alcatel
- AllWinner Technology
- AMD
- Analog Devices
- AMLogic
- Actions
- Atmel
- Agere (tidigare en del av Lucent Technologies, vilken i sin tur tidigare var del av AT&T)
- Fairchild Semiconductor
- IBM
- Infineon Technologies
- Intel
- MOS Technology / Commodore Semiconductor Group (CSG)
- Freescale Semiconductor (tidigare del av Motorola)
- National Semiconductor
- NEC Corporation
- NXP (tidigare Philips Semiconductors)
- Qimonda (spinn-off av Infineons minneskretsproduktion)
- Renesas fd Hitachi
- STMicroelectronics
- Texas Instruments
- VIA Technologies
- Rockchip
- ZiLOG